# 羽曳野市立高鷲南小学校
羽曳野市立高鷲南小学校（はびきのしりつ たかわしみなみしょうがっこう）は、大阪府羽曳野市にある公立小学校。
1971年に羽曳野市立高鷲小学校から分離開校した。

## 交通
- 近鉄南大阪線 高鷲駅から徒歩10分

## 出身者
- 三代澤康司 - 朝日放送アナウンサー。開校時に高鷲小学校より転入。

- 太田椋-オリックスバファローズ所属